# Allée des Vergers
L'allée des Vergers est une voie du 12e arrondissement de Paris, en France.

## Situation et accès
L'allée des Vergers est une voie située dans le 12e arrondissement de Paris. Elle débute au 6, rue des Jardiniers et se termine en impasse.

## Origine du nom

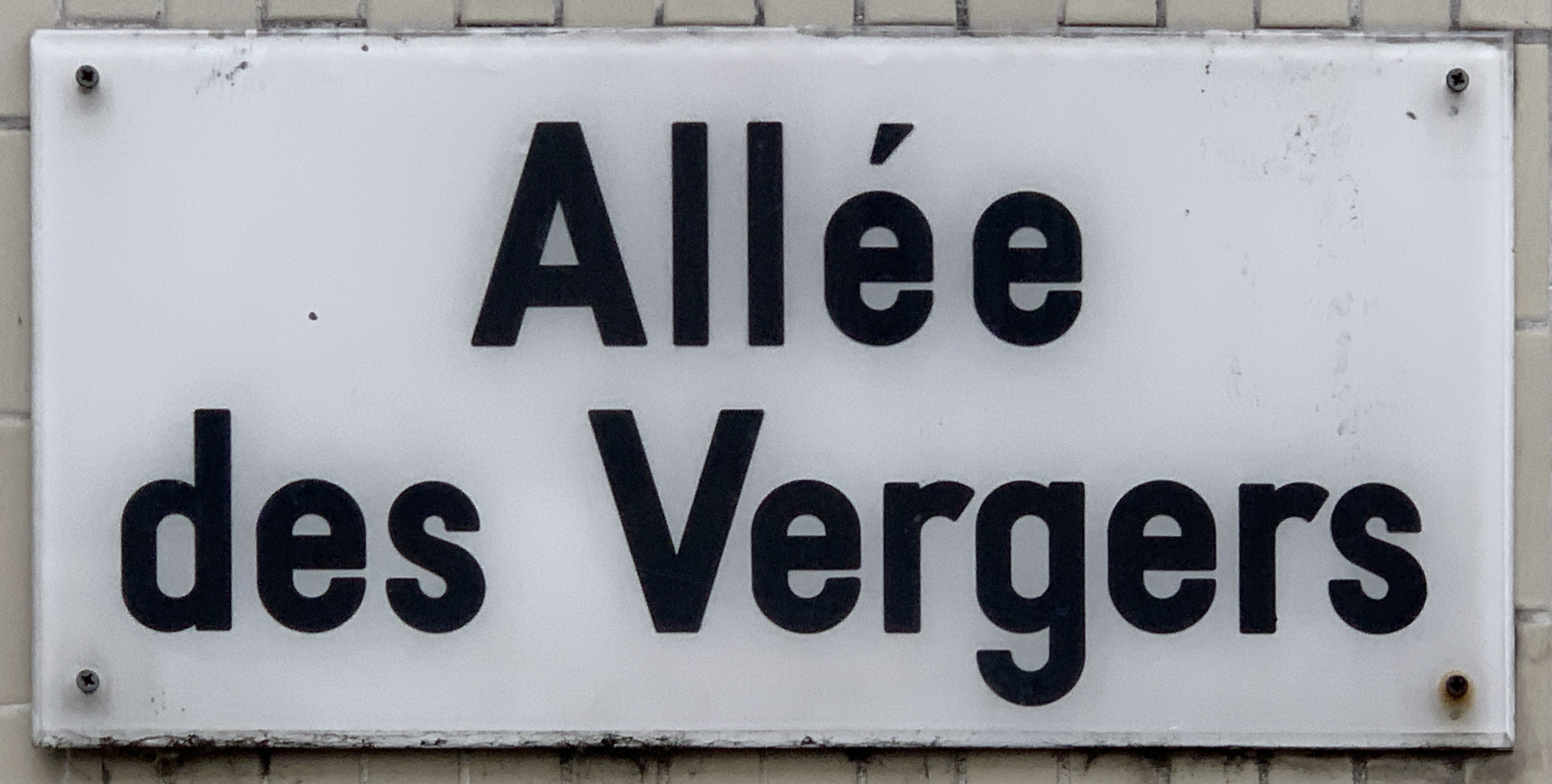
Plaque de l'allée.